# 三刺沙居剑水蚤
三刺沙居剑水蚤（学名：Psammophilocyclops trispinosus）为剑水蚤科沙居剑水蚤属的动物，是中国的特有物种。分布于广东等地，一般生活于江岸沙质底的水中。